# Carl Weiss (Journalist)
Carl Emmerich Weiss (* 28. September 1925 in Zuckmantel, Schlesien, Tschechoslowakei; † 3. April 2018 in München) war ein deutscher Journalist.

## Werdegang
Weiss studierte Germanistik und Geschichte an der Deutschen Karls-Universität in Prag und nach der Vertreibung der Deutschen aus der Tschechoslowakei in Erlangen. 1948 wurde er Redakteur bei der Neuen Zeitung in München. 1951 wechselte er zur Süddeutschen Zeitung. Von 1956 bis 1959 war er Leiter des Außenressorts des Kölner Stadt-Anzeigers.
Danach wechselte er in den diplomatischen Dienst und wurde Presseattaché zunächst an der deutschen Botschaft in Neu-Delhi, später in Djakarta. Er entwickelte während dieser Tätigkeit besonderes Interesse an Asien.
Am 1. April 1963 um 19:35 Uhr sprach Carl Weiss als Redakteur im Studio die erste heute-Sendung im neugegründeten ZDF. 
Von 1963 bis 1970 war er für das ZDF Korrespondent in Hongkong und Saigon, von 1970 bis 1974 in London und von 1974 bis 1978 in Washington, D.C. Weiss wurde so eines der bekanntesten Gesichter des deutschen Fernsehens. 1968 erhielt er für seine Dokumentation Amerikas Westen liegt im Fernen Osten bei der Grimme-Preisverleihung eine ehrende Anerkennung durch die Jury.
1978 wechselte er zur ARD und arbeitete dort als Programmkoordinator für die Bereiche Politik, Gesellschaft und Kultur. Von 1983 bis 1988 leitete Weiss das ARD-Studio in Brüssel.
Seit 1989 war er Freier Journalist. Von 1992 bis 1997 moderierte er die ZDF-Sendung Damals – Vor vierzig Jahren.

## Belege
1. ↑  Kurt Kister: Nachruf – Charlie Weiss gestorben. Süddeutsche Zeitung, 4. April 2018, abgerufen am 4. April 2018
2. ↑  Nachruf im Magazin des Spiegel, abgerufen am 18. April 2018
3. ↑  Wolfgang Klein: Weltbürger. In: print. Das Magazin des WDR. Mai 2018, S. 47 (Memento des Originals vom 17. Juni 2018 im Internet Archive)  Info: Der Archivlink wurde automatisch eingesetzt und noch nicht geprüft. Bitte prüfe Original- und Archivlink gemäß Anleitung und entferne dann diesen Hinweis.
4. ↑  Grimme-Preisträger 1968

| Personendaten    | Personendaten                           |
| ---------------- | --------------------------------------- |
| NAME             | Weiss, Carl                             |
| ALTERNATIVNAMEN  | Weiss, Carl Emmerich                    |
| KURZBESCHREIBUNG | deutscher Journalist                    |
| GEBURTSDATUM     | 28. September 1925                      |
| GEBURTSORT       | Zuckmantel, Schlesien, Tschechoslowakei |
| STERBEDATUM      | 3. April 2018                           |
| STERBEORT        | München                                 |